# Holmium(III)oxide

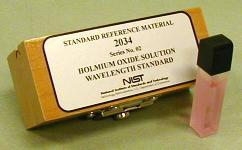
Een oplossing van 4% holmium(III)oxide in 10% waterstofperchloraat in een kwartscuvet als optische standaard voor spectrofotometrie.

Holmium(III)oxide is een anorganische verbinding van holmium, met als brutoformule Ho2O3. De stof komt voor als gele kristallen, die onoplosbaar zijn in water. Samen met dysprosium(III)oxide is het een van de sterkst paramagnetische vaste stoffen die bekend zijn.

## Natuurlijk voorkomen
Holmium(III)oxide komt in de natuur sporadisch voor in de mineralen gadoliniet, monaziet en andere zeldzame aardemineralen. Metallisch holmium oxideert snel en spontaan aan de lucht, zodat zuiver holmium enkel onder de vorm van het oxide voorkomt. Het komt vaak voor samen met het gelijkaardige erbium(III)oxide.

## Synthese
Holmium(III)oxide kan worden bereid door oxidatie van metallisch holmium met zuurstofgas:
{\displaystyle {\ce {2Ho + 3O2 -> 2Ho2O3}}}
Deze methode wordt echter zelden toegepast wordt, omdat holmium(III)oxide als zodanig in de natuur voorkomt en onttrokken kan worden aan mineralen. Deze mineralen worden vermalen tot een poeder. Monaziet kan - wegens diens magnetische eigenschappen - makkelijk uit dit poeder verwijderd worden door herhaalde elektromagnetische scheidingen. Het overblijvende poeder wordt behandeld met warm geconcentreerd zwavelzuur om van de aanwezig zeldzame aarden wateroplosbare sulfaten te vormen. Het zure filtraat wordt gedeeltelijk geneutraliseerd met natriumhydroxide tot pH 3-4. Hierbij slaat thorium onder de vorm van thorium(IV)hydroxide neer en dit kan worden afgefiltreerd. Vervolgens wordt de oplossing behandeld met ammoniumoxalaat, zodat de sulfaten worden omgezet in onoplosbare oxalaten. Deze oxalaten worden omgezet in de overeenkomstige oxiden door verhitting (waarbij koolstofdioxide ontstaat). Dit mengsel van oxiden wordt hierna opgelost in salpeterzuur. Enkel het oxide van cerium, een van de hoofdcomponenten van dit oxidenmengsel, slaat neer en kan worden afgefiltreerd.

## Kristalstructuur en eigenschappen
Holmium(III)oxide bezit een kubische kristalstructuur, vergelijkbaar met die van bismut(III)oxide, thulium(III)oxide, ytterbium(III)oxide en lutetium(III)oxide. Het behoort tot ruimtegroep Ia-3. Holmium(III)oxide bezit een brede band gap van 5,3 eV. Dientengevolge zouden de kristallen kleurloos moeten zijn. Echter, wegens defecten in het kristalrooster en interne elektronische transities van het Ho3+-ion, verkrijgt het in daglicht een opvallende lichtgele kleur.
Holmium(III)oxide vertoont de opmerkelijke eigenschap van kleur te veranderen onder invloed van licht: in natuurlijk licht hebben de kristallen een lichtgele kleur, terwijl zij onder een fluorescentielamp een rood-roze kleur verkrijgen.

## Toepassingen
Holmium(III)oxide wordt gebruikt als kleurstof bij het kleuren van glas en van zirkonia, zodat een gele tot rood-paarse kleur wordt verkregen.
Glas dat holmium(III)oxide bevat of oplossingen van holium(III)oxide (in waterstofperchloraat) bezitten zeer scherpe absorptiepieken in het spectrale gebied van 200 tot 900 nanometer, met een onzekerheid van 0,2 nanometer. Derhalve wordt een dergelijke oplossing in een kwartscuvet gebruikt als optische standaard door spectrofotometers.
Verder wordt holmium(III)oxide ingezet als lasermateriaal en specifieke katalysator. Holmiumlasers werken bij een golflengte van ongeveer 2,08 micrometer en worden aangewend in de geneeskunde, omdat ze niet schadelijk zijn voor de ogen.